# میگل د سوزا
میگل د سوزا (انگلیسی: Miguel de Souza؛ زادهٔ ۱۱ فوریهٔ ۱۹۷۰) بازیکن فوتبال اهل بریتانیا است.
از باشگاه‌هایی که در آن بازی کرده‌است می‌توان به باشگاه فوتبال چارلتون اتلتیک، باشگاه فوتبال پیتربورو یونایتد، باشگاه فوتبال ویلدستون، باشگاه فوتبال یئوویل تاون، باشگاه فوتبال بورم‌وود، باشگاه فوتبال دالیچ هملت، باشگاه فوتبال بری، باشگاه فوتبال باشلی، باشگاه فوتبال ساوتند یونایتد، باشگاه فوتبال روچدیل، باشگاه فوتبال بیرمنگام سیتی، باشگاه فوتبال بوستون یونایتد، باشگاه فوتبال داگنم و ردبریج، باشگاه فوتبال بریستول سیتی، باشگاه فوتبال برایتون اند هوو آلبیون، باشگاه فوتبال فارن‌بورو، باشگاه فوتبال وایکام واندررز، و باشگاه فوتبال سنت آلبنز سیتی اشاره کرد.